# Olympia (U-Boot)
Die USS Olympia (SSN-717) ist ein Atom-U-Boot der United States Navy und gehört der Los-Angeles-Klasse an.

## Geschichte
Die Olympia wurde 1977 bei Newport News Shipbuilding in Auftrag gegeben und 1981 auf der Werft des Unternehmens in Newport News, Virginia auf Kiel gelegt. Stapellauf und Schiffstaufe fanden 1983 statt, Namenspatron ist die Stadt Olympia in Washington. Das U-Boot wurde Ende 1984 bei der United States Navy in Dienst gestellt und von Commander James Horten kommandiert.
Die Olympia war 2001/2002 an der Operation Enduring Freedom beteiligt, verließ den Hafen bereits kurz nach den Terroranschlägen am 11. September 2001. 2004 nahm die Olympia an der Übung RIMPAC teil, 2005 verlegte das Boot in den Westpazifik, um dort als Teil der Kampfgruppe der Carl Vinson zu fahren.